# Список эпизодов телесериала «Эпизоды»
Список эпизодов американско-британского комедийного телесериала «Эпизоды».

## Обзор сезонов
| Сезон | Сезон | Эпизоды | Дата показа в Великобритании | Дата показа в Великобритании | Дата показа в США | Дата показа в США |
| Сезон | Сезон | Эпизоды | Премьера сезона              | Финал сезона                 | Премьера сезона   | Финал сезона      |
| ----- | ----- | ------- | ---------------------------- | ---------------------------- | ----------------- | ----------------- |
|       | 1     | 7       | 10 января 2011               | 21 февраля 2011              | 9 января 2011     | 20 февраля 2011   |
|       | 2     | 9       | 11 мая 2012                  | 6 июля 2012                  | 1 июля 2012       | 26 августа 2012   |
|       | 3     | 9       | 14 мая 2014                  | 9 июля 2014                  | 12 января 2014    | 16 марта 2014     |
|       | 4     | 9       | 11 мая 2015                  | 9 июля 2015                  | 11 января 2015    | 15 марта 2015     |
|       | 5     | 7       | 30 марта 2018                | 11 мая 2018                  | 20 августа 2017   | 8 октября 2017    |

## Список серий

### Сезон 1 (2011)
| № общий | № в сезоне | Название        | Режиссёр        | Автор сценария               | Дата премьеры в Великобритании | Дата премьеры в США | Зрители в Великобритании (млн) | Зрители в США (млн) |
| --- | ---------- | --------------- | --------------- | ---------------------------- | ------------------------------ | ------------------- | ------------------------------ | ------------------- |
| 1 | 1          | «Episode One»   | Джеймс Гриффитс | Дэвид Крейн и Джеффри Кларик | 9 января 2011                  | 10 января 2011      | 1.86                           | 0.768               |
| Сценаристы Шон и Беверли Линкольн решают создать американскую версию собственного ситкома Lyman's Boys , имевшего большой успех в Великобритании. С этой целью они прибывают в Лос-Анджелес, где знакомятся с известным продюсером Мерком Лапидусом. Также Шон и Беверли предлагают главную роль в их сериале, получившему название Pucks!, известному британскому актёру Джулиану Балларду. Но вскоре они узнают, что Мерк не видел ни одной серии их ситкома, а на главную роль вместо Балларда выбран другой актёр — Мэтт Леблан. |            |                 |                 |                              |                                |                     |                                |                     |
| 2 | 2          | «Episode Two»   | Джеймс Гриффитс | Дэвид Крейн и Джеффри Кларик | 16 января 2011                 | 17 января 2011      | 1.53                           | 0.442               |
| Шон и Беверли встречаются с Мэттом Лебланом. Тем же вечером Мерк Лапидус приглашает их на официальный приём в свой дом. Там Шон общается со своим продюсером, Кэрол Ренс, а Беверли вновь встречает Мэтта, который пытается произвести на неё хорошее впечатление. |            |                 |                 |                              |                                |                     |                                |                     |
| 3 | 3          | «Episode Three» | Джеймс Гриффитс | Дэвид Крейн и Джеффри Кларик | 23 января 2011                 | 24 января 2011      | 1.16                           | 0.332               |
| Шон и Беверли представляют сценарий пилотного эпизода сериала и продюсеры одобряют его. Затем Шон вместе с Мэттом отправляются в Лас-Вегас, и Мэтт предлагает внести некоторые изменения в сценарий шоу. Также на съёмках Шон знакомится с одной из актрис, Монин Рендальф, что очень не нравится Беверли. |            |                 |                 |                              |                                |                     |                                |                     |
| 4 | 4          | «Episode Four»  | Джеймс Гриффитс | Дэвид Крейн и Джеффри Кларик | 30 января 2011                 | 31 января 2011      | 1.09                           | 0.558               |
| Мэтта из-за неприятности с няней лишают прав на отцовство. В тот же день, напившись в одном из баров, он звонит Шоу и Беверли и просит заехать за ним. На обратном пути они останавливаются у дома бывшей жены Мэтта, и тот просит её разрешить повидаться с детьми. |            |                 |                 |                              |                                |                     |                                |                     |
| 5 | 5          | «Episode Five»  | Джеймс Гриффитс | Дэвид Крейн и Джеффри Кларик | 6 февраля 2011                 | 7 февраля 2011      | 1.33                           | 0.379               |
| Шон и Мэтт идут на благотворительный вечер, устроенный женой Мерка, Джейми. Там Шон встречает старого знакомого, Эндрю, ставшего известным сценаристом. Также на вечере появляется Монин, приглашённая Мэттом. Беверли проводит время с Кэрол и делится с ней своими опасениями по поводу отношений Шона и Монин. Кэрол рассказывает Беверли, что встречается с Мерком Лапидусом. |            |                 |                 |                              |                                |                     |                                |                     |
| 6 | 6          | «Episode Six»   | Джеймс Гриффитс | Дэвид Крейн и Джеффри Кларик | 13 февраля 2011                | 14 февраля 2011     | 1.12                           | 0.489               |
| Беверли ревнует Шона к Монин, и они ссорятся. Беверли собирается улететь обратно в Лондон, но по дороге в аэропорт попадает в автомобильную аварию, столкнувшись с машиной Мэтта. В это время Шон встречается с Мерком и пытается уговорить его не закрывать их шоу. |            |                 |                 |                              |                                |                     |                                |                     |
| 7 | 7          | «Episode Seven» | Джеймс Гриффитс | Дэвид Крейн и Джеффри Кларик | 20 февраля 2011                | 21 февраля 2011     | 1.06                           | 0.589               |
| После близости с Мэттом Беверли чувствует себя неловко и не знает, как сказать об этом Шону. Мерк сообщает сценаристам о возможном закрытии шоу, и Шон отправляется к Мэтту, чтобы сказать ему об этом. Там он узнаёт, что произошло между ним и Беверли. Позже Кэрол звонит Шону и Беверли и ставит их в известность о том, что нью-йоркское руководство одобрило пилотный эпизод их сериала. |            |                 |                 |                              |                                |                     |                                |                     |

### Сезон 2 (2012)
| № общий | № в сезоне | Название        | Режиссёр       | Автор сценария               | Дата премьеры в Великобритании | Дата премьеры в США | Зрители в Великобритании (млн) | Зрители в США (млн) |
| --- | ---------- | --------------- | -------------- | ---------------------------- | ------------------------------ | ------------------- | ------------------------------ | ------------------- |
| 8 | 1          | «Episode One»   | Джим Филд Смит | Дэвид Крейн и Джеффри Кларик | 1 июля 2012                    | 11 мая 2012         | 1.24                           | 0.486               |
| Пилотный эпизод сериала Pucks! выходит в эфир; несмотря на негативные рецензии, шоу получает высокий рейтинг. Беверли и Шон решают пожить отдельно друг от друга. Мэтт пытается загладить свою вину перед Шоном, однако тот не может простить его. Беверли собирается сделать мужу подарок на день рождения. Также Мэтт начинает встречаться с Джейми, а Монин целует Шона. |            |                 |                |                              |                                |                     |                                |                     |
| 9 | 2          | «Episode Two»   | Джим Филд Смит | Дэвид Крейн и Джеффри Кларик | 8 июля 2012                    | 18 мая 2012         | 1.03                           | 0.373               |
| Мэтт узнаёт через своего ассистента о поцелуе Шона и Монин. Мерк с продюсерами пытаются придумать сюжет нового шоу, которое могло бы заменить Pucks! в случае его закрытия. Также Мэтт, чувствуя себя виновником ссоры Шона и Беверли, делает попытку извиниться перед ними.                                                                                                |            |                 |                |                              |                                |                     |                                |                     |
| 10 | 3          | «Episode Three» | Джим Филд Смит | Дэвид Крейн и Джеффри Кларик | 15 июля 2012                   | 25 мая 2012         | 1.03                           | 0.417               |
| Отец Мерка Лапидуса умирает, и съёмочная группа и представители канала едут на его похороны. Беверли становится известно, что Мэтт встречается с Джейми. Шон находит на заднем сиденье своей машины часы, которые Беверли купила ему на день рождения. |            |                 |                |                              |                                |                     |                                |                     |
| 11 | 4          | «Episode Four»  | Джим Филд Смит | Дэвид Крейн и Джеффри Кларик | 22 июля 2012                   | 1 июня 2012         | 0.77                           | 0.381               |
| Рейтинги Pucks! начинают снижаться. Руководство сериала заставляет сценаристов уменьшить количество эпизодов с Мэттом и Монин, предполагая, что это должно положительно отразиться на рейтингах. Позже Мэтт, узнав об этом, собирается отказаться от съёмок в сериале, но Шон и Беверли уговаривают его не делать этого.                                                    |            |                 |                |                              |                                |                     |                                |                     |
| 12 | 5          | «Episode Five»  | Джим Филд Смит | Дэвид Крейн и Джеффри Кларик | 29 июля 2012                   | 8 июня 2012         | 0.97                           | 0.239               |
| Мэтт и Джейми собираются провести выходные вместе в одном из городов Калифорнии, в котором планируют отметить годовщину своих отношений Мерк и Кэрол. Монин не появляется на съёмках нового эпизода. Шон отправляется к ней домой, чтобы узнать причину её отсутствия. |            |                 |                |                              |                                |                     |                                |                     |
| 13 | 6          | «Episode Six»   | Джим Филд Смит | Дэвид Крейн и Джеффри Кларик | 5 августа 2012                 | 15 июня 2012        | 0.87                           | 0.332               |
| Мэтта продолжает преследовать его поклонница. Мерк просит Мэтта пригласить на съемки кого-то из «Друзей», чтобы поднять рейтинг и спасти шоу. Шон и Беверли совместно работают над речью Мэтта на церемонии «Человек года». |            |                 |                |                              |                                |                     |                                |                     |
| 14 | 7          | «Episode Seven» | Джим Филд Смит | Дэвид Крейн и Джеффри Кларик | 12 августа 2012                | 22 июня 2012        | 0.68                           | 0.343               |
| Телеканал считает, что Мэтт плохо выглядит для шоу. Беверли идёт на свидание. |            |                 |                |                              |                                |                     |                                |                     |
| 15 | 8          | «Episode Eight» | Джим Филд Смит | Дэвид Крейн и Джеффри Кларик | 19 августа 2012                | 29 июня 2012        | 0.95                           | 0.412               |
| В прессу просочилась информация о том, что Лапидос отдал историю с «Говорящей собакой» конкурентам. Мерк ищет новую идею для шоу. Резидент руководства канала из Нью-Йорка вызывает Кэрол на встречу в секрете от Мерка. Беверли идет на второе свидание. Кэрол получает заманчивое предложение.                                                                            |            |                 |                |                              |                                |                     |                                |                     |
| 16 | 9          | «Episode Nine»  | Джим Филд Смит | Дэвид Крейн и Джеффри Кларик | 26 августа 2012                | 6 июля 2012         | 1.04                           | 0.414               |
| Беверли рассказывает Кэрол о связи Мэтта и Джейми. Диана, мать детей ЛиБланка, подает в суд на Мэтта из-за истории с его фанаткой. Все идут на церемонию «Человек года», где многое тайное становится явным. |            |                 |                |                              |                                |                     |                                |                     |

### Сезон 3 (2014)
| № общий | № в сезоне | Название        | Режиссёр          | Автор сценария               | Дата премьеры в Великобритании | Дата премьеры в США | Зрители в Великобритании (млн) | Зрители в США (млн) |
| ------- | ---------- | --------------- | ----------------- | ---------------------------- | ------------------------------ | ------------------- | ------------------------------ | ------------------- |
| 17      | 1          | «Episode One»   | Иэн Б. Макдональд | Дэвид Крейн и Джеффри Кларик | 12 января 2014                 | 14 мая 2014         | 0.94                           | 0.543               |
| 18      | 2          | «Episode Two»   | Иэн Б. Макдональд | Дэвид Крейн и Джеффри Кларик | 19 января 2014                 | 21 мая 2014         | 0.84                           | 0.443               |
| 19      | 3          | «Episode Three» | Иэн Б. Макдональд | Дэвид Крейн и Джеффри Кларик | 26 января 2014                 | 28 мая 2014         | 0.79                           | 0.400               |
| 20      | 4          | «Episode Four»  | Иэн Б. Макдональд | Дэвид Крейн и Джеффри Кларик | 2 февраля 2014                 | 4 июня 2014         | 0.79                           | 0.429               |
| 21      | 5          | «Episode Five»  | Иэн Б. Макдональд | Дэвид Крейн и Джеффри Кларик | 9 февраля 2014                 | 11 июня 2014        | 0.83                           | 0.475               |
| 22      | 6          | «Episode Six»   | Иэн Б. Макдональд | Дэвид Крейн и Джеффри Кларик | 16 февраля 2014                | 18 июня 2014        | 0.68                           | 0.506               |
| 23      | 7          | «Episode Seven» | Иэн Б. Макдональд | Дэвид Крейн и Джеффри Кларик | 23 февраля 2014                | 25 июня 2014        | 0.70                           | 0.460               |
| 24      | 8          | «Episode Eight» | Иэн Б. Макдональд | Дэвид Крейн и Джеффри Кларик | 9 марта 2014                   | 2 июля 2014         | 0.83                           | 0.437               |
| 25      | 9          | «Episode Nine»  | Иэн Б. Макдональд | Дэвид Крейн и Джеффри Кларик | 16 марта 2014                  | 9 июля 2014         | 0.49                           | 0.482               |

### Сезон 4 (2015)
| № общий | № в сезоне | Название        | Режиссёр          | Автор сценария               | Дата премьеры в Великобритании | Дата премьеры в США | Зрители в Великобритании (млн) | Зрители в США (млн) |
| --- | ---------- | --------------- | ----------------- | ---------------------------- | ------------------------------ | ------------------- | ------------------------------ | ------------------- |
| 26 | 1          | «Episode One»   | Иэн Б. Макдональд | Дэвид Крейн и Джеффри Кларик | 11 января 2015                 | 11 мая 2015         | 0.95                           | 0.365               |
| Из-за вредной выходки Лапидоса Шон и Беверли вынуждены вернуться в Голливуд, для съёмок еще шести эпизодов Pucks!. А Мэтт тем временем испытывает небывалые финансовые трудности... |            |                 |                   |                              |                                |                     |                                |                     |
| 27 | 2          | «Episode Two»   | Иэн Б. Макдональд | Дэвид Крейн и Джеффри Кларик | 18 января 2015                 | 18 мая 2015         | 0.91                           | 0.366               |
| Мэтт Леблан вынужден ужаться в расходах. Шон и Беверли выбирают, кому из телекомпаний отдать их новый сценарий. |            |                 |                   |                              |                                |                     |                                |                     |
| 28 | 3          | «Episode Three» | Иэн Б. Макдональд | Дэвид Крейн и Джеффри Кларик | 25 января 2015                 | 25 мая 2015         | 0.76                           | 0.314               |
| К Шону приезжает его давний приятель, но это не сулит ничего хорошего... Мэтт, как и обещал, ведет Беверли на вечер бесплатных подарков. А новая начальница Кэрол, Хелен, приглашает на канал Мерка Лапидоса, с его идеей голландского шоу. В конце серии Кэрол и Хелен беседуют по душам под "заряженную папироску". |            |                 |                   |                              |                                |                     |                                |                     |
| 29 | 4          | «Episode Four»  | Иэн Б. Макдональд | Дэвид Крейн и Джеффри Кларик | 1 февраля 2015                 | 1 июня 2015         | 0.72                           | 0.319               |
| Кэрол рассказывает Беверли о её новых отношениях. Мэтт пытается восстановить свою семью с Дианой и детьми. А агент Шона и Беверли встречается с Тимом, бывшем партнером Шона, чтобы уладить ситуацию со сценарием...                                                                                                  |            |                 |                   |                              |                                |                     |                                |                     |
| 30 | 5          | «Episode Five»  | Иэн Б. Макдональд | Дэвид Крейн и Джеффри Кларик | 8 февраля 2015                 | 8 июня 2015         | 0.84                           | 0.343               |
| Финансовое положение Мэтта оставляет желать лучшего — его снова обманул бухгалтер. Он вынужден искать альтернативные способы заработка... Шону и Беверли, похоже, придется работать с Тимом. А у Хелен проблемы из-за языка Лапидоса.                                                                                 |            |                 |                   |                              |                                |                     |                                |                     |
| 31 | 6          | «Episode Six»   | Иэн Б. Макдональд | Дэвид Крейн и Джеффри Кларик | 15 февраля 2015                | 15 июня 2015        | 0.92                           | 0.255               |
| Монинг интересуется актерским гонораром в новом шоу Линкольнов. Шон и Беверли сопровождают Мэтта в больницу, где делают операцию его отцу. А управляющий продает самолёт Мэтта. Шон звонит своему отцу. |            |                 |                   |                              |                                |                     |                                |                     |
| 32 | 7          | «Episode Seven» | Иэн Б. Макдональд | Дэвид Крейн и Джеффри Кларик | 1 марта 2015                   | 22 июня 2015        | 0.85                           | 0.301               |
| Шон дает почитать Мэтту сценарий, и тот загорается идеей сняться в двух ролях. А Кэрол переживает из-за того, что Хелен форсирует их отношения. |            |                 |                   |                              |                                |                     |                                |                     |
| 33 | 8          | «Episode Eight» | Иэн Б. Макдональд | Дэвид Крейн и Джеффри Кларик | 8 марта 2015                   | 29 июня 2015        | 0.77                           | 0.413               |
| 34 | 9          | «Episode Nine»  | Иэн Б. Макдональд | Дэвид Крейн и Джеффри Кларик | 15 марта 2015                  | 6 июля 2015         | 1.10                           | 0.466               |

### Сезон 5 (2017)
| № общий | № в сезоне | Название        | Режиссёр       | Автор сценария               | Дата премьеры в Великобритании | Дата премьеры в США | Зрители в Великобритании (млн) | Зрители в США (млн) |
| ------- | ---------- | --------------- | -------------- | ---------------------------- | ------------------------------ | ------------------- | ------------------------------ | ------------------- |
| 35      | 1          | «Episode One»   | Джеффри Кларик | Дэвид Крейн и Джеффри Кларик | TBA                            | 20 августа 2017     | н/д                            | 0.239               |
| 36      | 2          | «Episode Two»   | Джеффри Кларик | Дэвид Крейн и Джеффри Кларик | TBA                            | 27 августа 2017     | н/д                            | 0.239               |
| 37      | 3          | «Episode Three» | Джеффри Кларик | Дэвид Крейн и Джеффри Кларик | TBA                            | 10 сентября 2017    | н/д                            | 0.264               |
| 38      | 4          | «Episode Four»  | Джеффри Кларик | Дэвид Крейн и Джеффри Кларик | TBA                            | 17 сентября 2017    | н/д                            | 0.264               |
| 39      | 5          | «Episode Five»  | Джеффри Кларик | Дэвид Крейн и Джеффри Кларик | TBA                            | 24 сентября 2017    | н/д                            | 0.350               |
| 40      | 6          | «Episode Six»   | Джеффри Кларик | Дэвид Крейн и Джеффри Кларик | TBA                            | 1 октября 2017      | н/д                            | 0.335               |
| 41      | 7          | «Episode Seven» | Джеффри Кларик | Дэвид Крейн и Джеффри Кларик | TBA                            | 8 октября 2017      | н/д                            | 0.263               |